# Else Kåss Furuseth

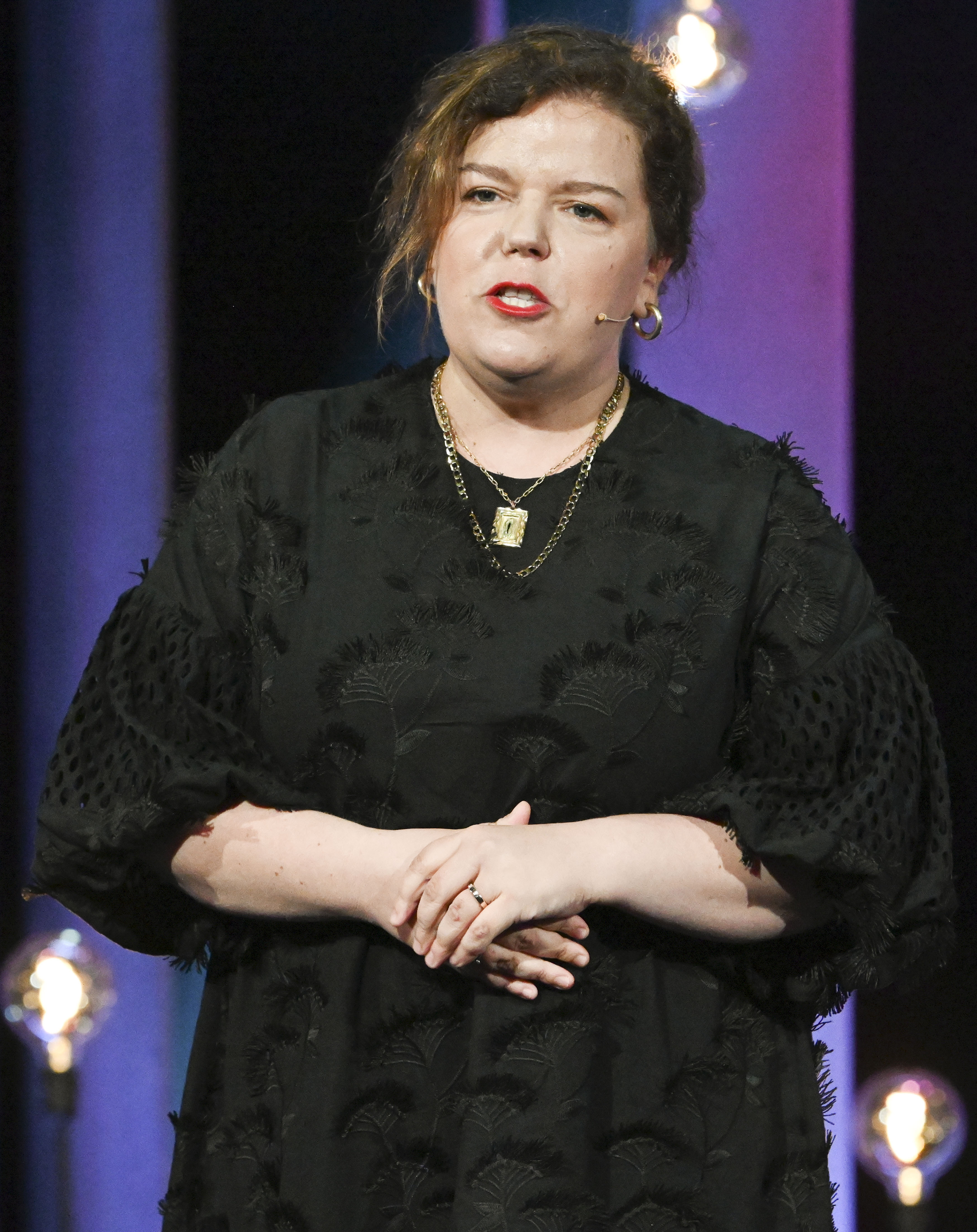
Else Kåss Furuseth, 2021

Else Kåss Furuseth (* 18. Juli 1980 in Jessheim) ist eine norwegische Komikerin, Moderatorin, Schauspielerin und Autorin. Zudem tritt sie als Gründerin der Partei Ensomhetspartiet in Erscheinung.

## Leben

### Herkunft, Familie und Studium
Furuseth wuchs mit zwei Geschwistern in Jessheim nordöstlich von Oslo auf, wo sie auch die weiterführende Schule besuchte. Ihre Mutter nahm sich im Jahr 1992 das Leben. Sowohl den Suizid ihrer Mutter als auch den ihres älteren Bruders im Jahr 2009 griff Furuseth in ihrer Karriere wiederholt als Thema für Comedyprogramme und TV-Produktionen auf. Ihre Schwester Cecilie Ramona Kåss Furuseth wurde Radiomoderatorin.
Nach ihrer Schulzeit studierte Furuseth an der Romerike folkehøgskole, der Universität Oslo und der Høyskolen Kristiania.
Im April 2024 hatte sie eine von Bjørn Eidsvåg durchgeführte, rechtlich nicht bindende Hochzeitsfeier vor rund 7500 Zuschauern im Oslo Spektrum. Der Hochzeit war eine Show vorangegangen, in der sie einen Ehemann suchte.

### TV und Radio
Zu Beginn der 2000er-Jahre begann sie, als Standup-Comedian aufzutreten. In den Jahren 2002 bis 2008 gehörte sie zum Ensemble der Sketchshow Blymandag. Dort trat sie unter anderem an der Seite von Sigrid Bonde Tusvik, Odd-Magnus Williamson und Morten Ramm auf. Zudem war sie in dieser Zeit auch als Radiomoderatorin für den Radiosender NRK P3 tätig. Ab 2009 setzte das frühere Ensemble von Blymandag größtenteils in der neuen Sketchshow Torsdag kveld fra Nydalen fort, die bis 2014 bei TV 2 lief. Für Furuseth führte die neue Sendung zum größeren Durchbruch in Norwegen. Beim Comedypreis Komiprisen wurde sie im Jahr 2010 in der Kategorie „Durchbruch des Jahres“ nominiert. Zudem erhielt sie für ihre Tätigkeit bei Torsdag kveld fra Nydalen mehrere Nominierungen beim norwegischen Fernsehpreis Gullruten. Im Jahr 2011 hatte sie im Film Hjelp, vi er i filmbransjen ihr Schauspieldebüt.
Mit Else erhielt sie im Jahr 2014 eine Talkshow bei TV 2. Diese wurde nach einer Staffel wieder eingestellt. Von 2015 bis 2016 leitete sie durch drei Staffeln der Talkshow Det er lov å være blid med Else. Beim Komiprisen im Jahr 2015 wurde sie für die Talkshow für den Publikumspreis (Årets Morsomste) nominiert. Im Jahr 2016 wechselte Furuseth zu TVNorge. Im Jahr 2017 moderierte sie dort gemeinsam mit Anne Rimmen und Dag Sørås die Comedyshow Mandagsklubben. Während ihrer Zeit bei TVNorge entstanden auch die beiden Dokumentarserien Else om: selvmord und Else om: barn. In den Jahren 2019 und 2020 gewann sie dafür Auszeichnungen in den Moderationskategorien beim Fernsehpreis Gullruten.
Nach ihrer Rückkehr zu NRK im Jahr 2019 erhielt sie dort im Jahr 2020 eine Talkshow, Kåss til kvelds. An ihrer Seite trat der Komiker Markus Neby auf. Im Jahr 2021 wurde sie für ihre Arbeit in der Talkshow beim Fernsehpreis Gullruten ausgezeichnet. Die Talkshow wurde 2023 aufgrund von Sparmaßnahmen eingestellt. Zudem entstand mit Helsekost Furuseth eine weitere Dokumentarserie mit ihr. In der Dokumentarserie beleuchtete sie unter anderem das Thema Ernährung. Im Jahr 2024 kehrte sie zu TVNorge zurück. Dort erhielt sie mit Else! wieder eine Talkshow.

### Bühnenprogramme
Im Jahr 2011 startete ihre Vorstellung Kondolerer am Torshovteatret in Oslo. Nach einiger Zeit wurde das Programm am Nationaltheatret fortgesetzt. Insgesamt absolvierte sie zwischen 2011 und 2016 über 200 Vorstellungen mit dem Bühnenprogramm. In Kondolerer verarbeitete sie unter anderem den Selbstmord ihrer Mutter und ihres Bruders. Für die Show wurde sie im Jahr 2012 beim Komiprisen unter anderem als „Beste Künstlerin (Revue und Comedy)“ nominiert.

### Podcast
Im Jahr 2016 startete Furuseth gemeinsam mit ihrer Schwester Cecilie Ramona Kåss Furuseth den bei NRK-Podcast The Kåss Furuseths. Nachdem ihre Schwester im Jahr 2023 NRK verlassen hatte, setzte Else Kåss Furuseth den Podcast alleine fort.

### Autorin
Im Jahr 2018 kam beim Verlag Cappelen Damm das Buch Else går til psykolog heraus. Das Buch besteht aus Gesprächen zwischen Furuseth und ihrem Therapeuten. Im selben Jahr wurde sie von der Organisation Mental Helse für ihren jahrelangen offenen Umgang mit psychischen Erkrankungen mit dem Åpenhetsprisen ausgezeichnet.

## Ensomhetspartiet
Im November 2024 gründete Furuseth die Partei Ensomhetspartiet (deutsch Einsamkeitspartei). Hauptanliegen der Partei ist die Bekämpfung von Einsamkeit und die Senkung der Anzahl an Selbstmorden in Norwegen. Für die Stortingswahl 2025 reichte die Partei im Wahlkreis Oslo eine Wahlliste mit Furuseth als Spitzenkandidatin ein. Neben ihr wurden in der Partei weitere norwegische Komiker und TV-Persönlichkeiten wie Lars Berrum und Solveig Kloppen aktiv.
Die Vermischung aus politischer Arbeit und den TV-Karrieren der Parteimitglieder führte wiederholt zu Kritik. Dreharbeiten zu einer NRK-Serie, die Furuseth beim Wahlkampf begleiten sollte, wurden im Mai 2025 nach Kritik abgebrochen. NRK gab daraufhin bekannt, dass Furuseth aufgrund ihrer politischen Arbeit eine Pause von ihrer Rolle als NRK-Moderatorin einlegen und auch ein angedachter Podcast verschoben werde. Für die weiteren bei NRK angestellten aktiven Parteimitglieder gilt eine Quarantäne zwischen dem 1. August und 8. September 2025.

## Werke
- 2018: Else går til psykolog

## Filmografie (Auswahl)
- 2011: Hjelp, vi er i filmbransjen
- 2011: King Curling – Blanke Nerven, dünnes Eis
- 2012: Tina & Bettina: The Movie
- 2014: Doktor Proktors Pupspulver
- 2020: Hvite gutter (Fernsehserie, 1 Folge)
- 2023: Tina & Bettina 2: The Comeback
- 2023: Superkrim (Fernsehserie, 1 Folge)
- 2024: Nissesvingen (Fernsehserie, 14 Folgen)

## Auszeichnungen
Komiprisen
- 2010: Nominierung in der Kategorie „Durchbruch des Jahres“ (für Torsdag kveld fra Nydalen)[12]
- 2012: Nominierung in der Kategorie „Beste Künstlerin (Revue und Comedy)“ (für Kondolerer)
- 2012: Nominierung in der Kategorie „Nummer des Jahres“ (für Etter begravelsen aus der Vorstellung Kondolerer)
- 2012: Nominierung in der Kategorie „Lustigste des Jahres“[5]
- 2013: Nominierung in der Kategorie „Beste Künstlerin (TV/Film/Internet)“[13]
- 2015: Nominierung in der Kategorie „Lustigste des Jahres“ (für Det er lov å være blid)[14]
- 2016: Nominierung in der Kategorie „TV-Komikerin des Jahres“ (für Det er lov å være blid)[15]

Gullruten
- 2012: Nominierung in der Kategorie „Bester Moderatorin“ (für Torsdag kveld fra Nydalen)[16]
- 2013: Nominierung in der Kategorie „Bester Moderatorin“ (für Torsdag kveld fra Nydalen)[17]
- 2014: Nominierung in der Kategorie „Bester Moderatorin“[18]
- 2019: Nominierung in der Kategorie „Publikumspreis“
- 2019: „Beste/r Moderator/in“ (für Else om: selvmord)[19]
- 2020: „Beste/r Moderator/in – Unterhaltung“ (für Else om: barn)[20]
- 2021: „Beste/r Moderator/in – Unterhaltung“ (für Kåss til kvelds)[21]

Sonstige
- 2018: Åpenhetsprisen